# Kościół św. Stanisława w Subkowach
Kościół świętego Stanisława – rzymskokatolicki kościół parafialny należący do parafii pod tym samym wezwaniem (dekanat Tczew diecezji pelplińskiej).

## Historia i architektura
Budowa świątyni została rozpoczęta w XIII wieku, natomiast została zakończona w XV wieku. Zapewne fundatorem kościoła był biskup włocławski Maciej z Gołańczy. Długość świątyni (bez wieży) to 28,6 metrów, szerokość 8,9 metrów, z kolei wysokość w nawie to 10 metrów, natomiast w prezbiterium 8,5 metrów. Prezbiterium jest nakryte bardzo ciekawym sklepieniem gwieździstym z żebrem przewodnim. Interesujące jest barokowe wyposażenie kościoła powstałe w I połowie XVIII wieku. Należą do niego: ołtarz główny ufundowany w 1700 roku przez biskupa kujawsko – pomorskiego Stanisława Szembeka. W górnej części ołtarza znajduje się obraz ukazujący scenę koronacji Najświętszej Maryi Panny. Nad obrazem jest umieszczony herb rodu fundatora ołtarza. Najważniejszą częścią ołtarza jest płótno przedstawiające postać patrona fundatora ołtarza, i jednocześnie patrona całej świątyni. Dwukondygnacyjne ołtarze boczne umieszczone przy łuku tęczowym, posiadają kurdybanowe antependia św. Michała Archanioła i św. Rocha powstałe około 1728 roku. Rokokowa ambona została wykonana w latach 1772–1780. Chrzcielnica powstała w 1779 roku. Grupa Ukrzyżowania znajduje się na łuku prezbiterialnym. Chór muzyczny reprezentuje styl rokokowy, na nim sa umieszczone organy. W świątyni znajduje się na południowej ścianie zegar słoneczny wykonany w 1675 roku oraz zamontowany na wieży świątyni wiatrowskaz. Umieszczona na nim data 1847 roku informuje o przeprowadzonym w tym okresie remoncie.